# يوري بالاشوف
يوري سيرجيفيتش بالاشوف (الروسية: Юрий Сергеевич Балашов) (بالروسية: يوري بالاشوف، ولد في 12 مارس 1949، شادرينسك، كورغان أوبلاست) هو أستاذ دولي كبير و لاعب شطرنج روسي.

## وصلات خارجية
- يوري بالاشوف على موقع الاتحاد الدولي للشطرنج (الإنجليزية)
- يوري بالاشوف على موقع مباريات الشطرنج (الإنجليزية)
- يوري بالاشوف على موقع 365Chess.com (الإنجليزية)
- يوري بالاشوف على موقع Chesstempo.com (الإنجليزية)
- يوري بالاشوف على موقع اتحاد المراسلات الدولية للشطرنج (الإنجليزية)
- يوري بالاشوف سجل أولمبياد الشطرنج على موقع OlimpBase.org (الإنجليزية)